# Batee Raya
Batee Raya is een bestuurslaag in het regentschap Bireuen van de provincie Atjeh, Indonesië. Batee Raya telt 832 inwoners (volkstelling 2010).